# Яршево (Орловская область)
Яршево — деревня в Нечаевском сельском поселении Корсаковского района Орловской области России.

## География
Деревня расположено в 93 км на северо-восток от Орла

## Население
| 2010 |
| ---- |
| 5    |

## Примечание
1. 1 2  Всероссийская перепись населения 2010 года. 7. Численность населения городских округов, муниципальных районов, городских и сельских поселен

## Ссылка
- Сайт Корсаково-ИНФО